# Allium diabolense
Allium diabolense — вид трав'янистих рослин родини амарилісові (Amaryllidaceae), ендемік південно-західної Каліфорнії (США).

## Опис
Цибулин 1–3, яйцеподібні до ± круглої форми, 1–1.6 × 0.9–1.6 см; зовнішні оболонки містять 1 або більше цибулин, червонувато-коричневі, перетинчасті; внутрішні оболонки блідо-коричневі до білих. Листки стійкі, в'януть від верхівки в період цвітіння, 1, базально розлогі; листові пластини 10–30(40) см × 1–3 мм. Стеблина стійка, поодинока, прямостійна, 7–20(30) см × 1–3 мм. Зонтик стійкий, прямостійний, компактний до ± розлогого, 10–50-квітковий, півсферичний, цибулинки невідомі. Квіти дзвінчасті, 6–10 мм; листочки оцвітини прямостійні, білі або з відтінком рожевого з темно-червоними серединними жилками, ланцетоподібні до яйцюватих, ± рівні, верхівки тупі до гострих або шпилястих. Пиляки жовті; пилок жовтий. Насіннєвий покрив тьмяний. 2n = 14.
Цвітіння: середина квітня — червень.

## Поширення
Ендемік південно-західної Каліфорнії (США).
Населяє серпантинно-глинисті ґрунти; 500–1500 м.